# María Currea
María Currea, född 1890, död 1985, var en colombiansk feminist.
I december 1953 utsågs hon till representant för Colombia inför Inter-American Commission of Women och 1954 grundade hon Organización Femenina Nacional tillsammans med Bertha Hernandez de Ospina. Hon utnämndes av general Gustavo Rojas Pinilla till kommissionen för att utreda införandet av kvinnors rösträtt. De konservativa Josefina Valencia de Hubach och Teresa Santamaría de González (suppleant) och liberalerna Esmeralda Arboleda de Uribe och María Currea de Aya (suppleant) var även medlemmar i kommissionen.